# 戈黛娃夫人
戈黛娃夫人（发音：/ɡəˈdaɪvə/；約1020年－1067年？），也译作歌黛娃夫人或歌蒂娃夫人，是一位盎格魯-薩克遜貴族婦女，依據傳說，她為了爭取減免丈夫強加於市民們的重稅，裸體在考文垂的大街騎馬。

## 傳說
依據傳說，戈黛娃於1040年嫁給了麥西亞伯爵利奧弗里克。當時利奧夫里克對考文垂市民們強加重稅，戈黛娃夫人不斷的向丈夫求情希望減免稅收，但都被他頑固的拒絕了。利奧夫里克對妻子的不斷求情感到厭煩，宣稱只要她能裸體騎馬繞行市內的街道，他便願意減稅。心地善良的戈黛娃夫人真的照著他的話去做，要所有市民待在屋內並緊閉門窗後，她一絲不掛、披著一頭長髮騎馬遊街。但有一名好色的裁縫師Tom，禁不起誘惑，在窗上鑿了一個小洞想偷看，他的雙眼就失明了，這個人後來成了英語「偷窺狂」（英語：Peeping Tom）一詞的由來。最後戈黛娃的丈夫遵守諾言，免除了繁重的稅賦。
另一個更古老的版本，則是戈黛娃在一如往常人潮眾多之時繞行市場的街道，兩名騎馬的侍女（有穿衣服）伴隨著她。這個版本見於編年史家Roger of Wendover（死於1236年）所記載的Flores Historiarum一書裡，他引述了較早的一些紀錄，但Roger本人所收集的軼聞通常不太可信。這個版本中有關偷窺者Tom的記載首次在17世紀出現。究竟這個故事中的戈黛娃夫人是稱為Godiva還是Godgifu（「gift of God」上帝的禮物）在歷史上仍是個未知數。
Roger of Wendover對於戈黛娃夫人時代的婦女權力和權利可能並不了解，當時戈黛娃所屬的家族在英國是第二富有的——僅次於戈徳溫（Godwins）家族——同時末日审判书中也記載了她當時擁有統治考文垂的權利。她可能繼承了許多丈夫的土地，同時她也擁有自己的土地。許多學者還推測她同樣是個嚴酷的地主。
當時的習俗是，懺悔者要在公開的場合下穿著一種直筒連衣裙——類似現代的連身襯裙的無袖白色服裝，亦即在今天被稱為「內衣」的服裝。戈黛娃或許是為了懺悔她的嚴酷治理行徑，以懺悔者的身分繞行城鎮，使她的人民目擊他們所恐懼的女主人丟臉地穿著內衣。因此，學者們推測，戈黛娃的故事或許是經由民謠的流傳而轉變為浪漫化的版本了。
傳說中戈黛娃的一頭長髮遮掩了她的身體避免被人看見，這也和偷窺者Tom的故事一樣被視為是由後人所添加的內容。其他一些故事中的成分也和常見的神话及寓言類似：如對貴族的反抗、確切的承諾、嚴酷的統治環境、對貞潔的考驗。即使偷窺者Tom的故事是後人添加的，他的雙眼被弄瞎也證明了這個故事接近於褻瀆神聖將遭受懲罰的故事題材。
有些人也推測故事中的戈黛娃夫人「全身赤裸」，可能是指她取下了那些代表上層階級的珠寶、徽章等飾品。

## 歷史證實
不過，戈黛娃夫人這個人的確在11世紀初期存在，一些古老文件都有相關記載，如儲藏許可證、碎石許可證、和末日审判书，儘管對她名字的拼法有許多不同。在伊利（Ely）的歷代志（12世紀晚期寫成）中記載她原是一名寡婦，在1040年嫁給利奧夫里克，並在那幾年裡曾資助一間位於林肯郡的修道院。在1043年她說服丈夫建造並資助一間在考文垂的本笃会修道院。在一張由她兄弟向本篤會修道院頒布的許可證上也發現她所留下的記號「di Ego Godiva Comitissa diu istud desideravi」。她也是其他許多地區修道院的女施主。末日审判书也記載她是少數幾個在諾曼人征服英格蘭後仍能保有土地的盎格魯-薩克遜人，也是唯一一個被記載的女性地主。她大約在幾年後去世，被埋在一個大修道院的入口處。
戈黛娃夫人的傳說故事在1678年5月31日開始被考文垂列為紀念節日，直到1826年停止。在1848年至1887年間又再度復甦，直到現在都是考文垂市的紀念節日之一。
她的孫女伊迪丝·斯万内莎是后来的英王哈罗德·戈德温森的王后。

## 文化影響
亞弗烈·但尼生作了 Godiva 一詩來讚揚戈黛娃。

### 工程師的吉祥物
在許多大學的工程学系所、軍事工程學部隊、和其他的工程師團體中，戈黛娃夫人被作為他們的吉祥物，稱之為「工程師的主保聖人」或「工程師的女神」。當中的起因仍不清楚，或許是因為英國在工业革命中成立了幾個最早期的工程師學校。後來遷徙至北美的加拿大人學校如多倫多大學也保持每年舉行「戈黛娃週」的紀念（不過這也成為高年級生欺侮新生的「地獄週」）。到了20世紀中期這個習俗也流傳至美國。

### 音樂
- 彼得 & 戈登(Peter & Gordon)在1966年的專輯中有一首歌叫“Lady Godiva”。
- 皇后合唱團(Queen)在1979年的《Queen Live Killers》專輯中有一首歌叫“Don't Stop Me Now”，歌詞中就有一句"I'm a racing car passing by like Lady Godiva”。
- 就是紅合唱團(Simply Red)在1992年的《Montreux》專輯中有一首歌叫“Lady Godiva's Room”。
- The Selecter(The Selecter)在1995年的《Pucker !》專輯中有一首歌叫“Hearsay”。
- 維納斯 漢(Venus Hum)在2002年的《Hummingbirds》專輯中有一首歌叫“Hummingbirds”，歌詞中就有一句"Godiva girl Swimming in chocolate"。
- 史密斯飛船(Aerosmith)在2006年的《Chronicles》專輯中有一首歌叫“My Girl”。
- 勞拉·貝爾·邦迪(Laura Bell Bundy)在2007年的《Longing for a Place Already Gone》專輯中有一首歌叫“The C Word”。
- 印蒂雅·艾瑞(India.Arie)在2008年的《Chocolate High》 單曲，歌詞中就有一句"You're rich like godiva boy you just so sexy"。
- 特拉維斯·加蘭(Travis Garland)在2011年的《Travis Garland Last Man Standing》專輯中有一首歌叫“Anybody”，歌詞中就有一句"Lady Godiva, I ain't never met a girl like you"。
- 泰勒·詹姆斯·威廉斯(Tyler James Williams)在2012年的《Let It Shine》專輯中有一首歌叫“You Belong To Me”，歌詞中就有一句"How should I describe ya? Sweeter than Godiva"。
- 天堂燃燒樂團(Heaven Shall Burn)在2013年的《Veto》專輯中有一首歌叫“Godiva”。

### 其他
- 戈黛娃也是一家比利時巧克力品牌（GODIVA Chocolatier）的商標名，而戈黛娃夫人騎馬徽號被譏作性感徽號。
- 一顆小行星以戈黛娃夫人為名（Asteroid 3018 Godiva）。
- 露陰癖（exhibitionism）症狀又被稱為戈黛娃夫人症候群（Lady Godiva syndrome）。

## 画廊

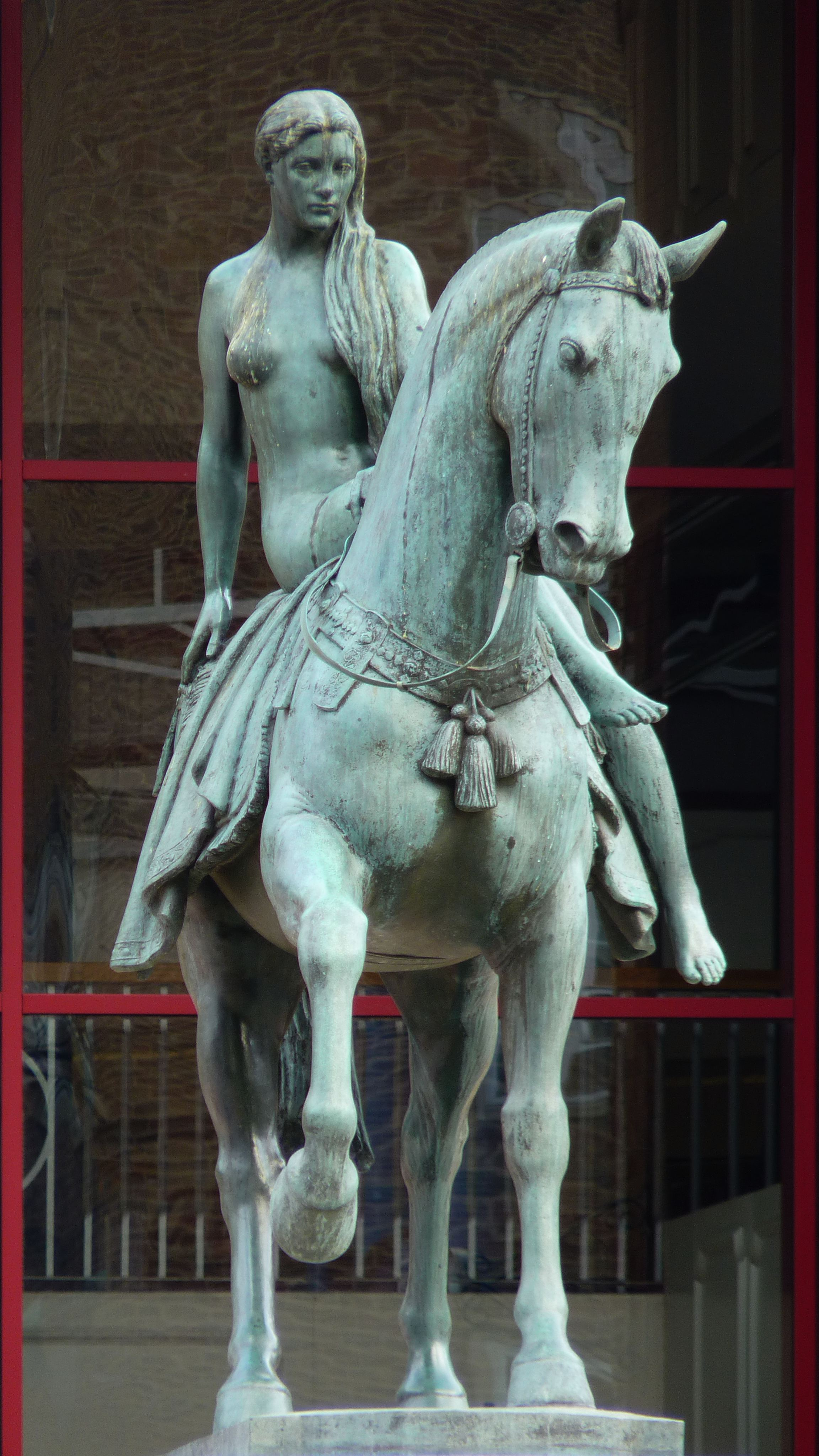
2011年10月，考文垂雕塑
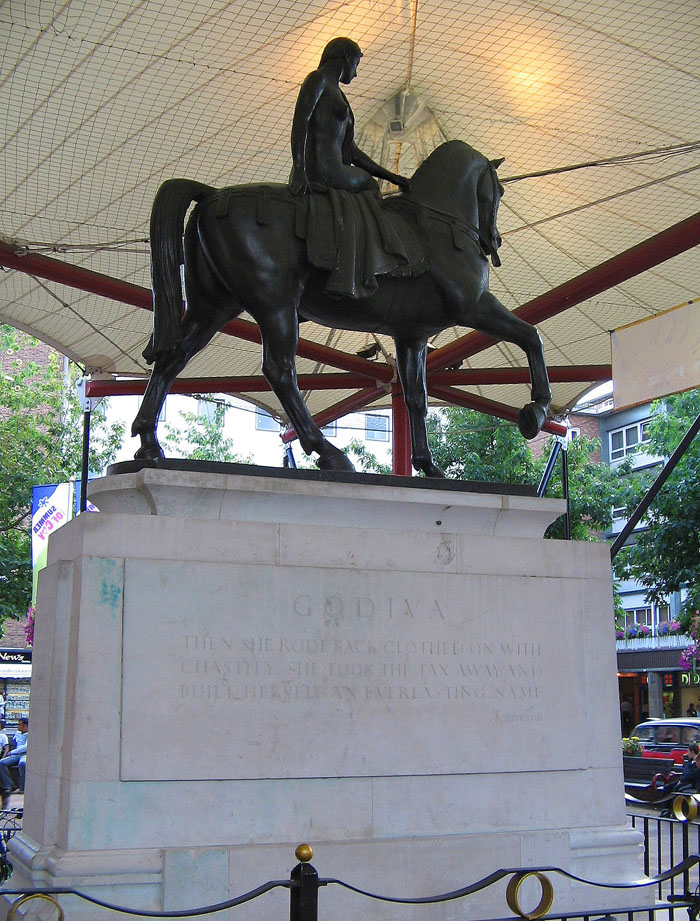
考文垂市中心的戈黛娃夫人雕像
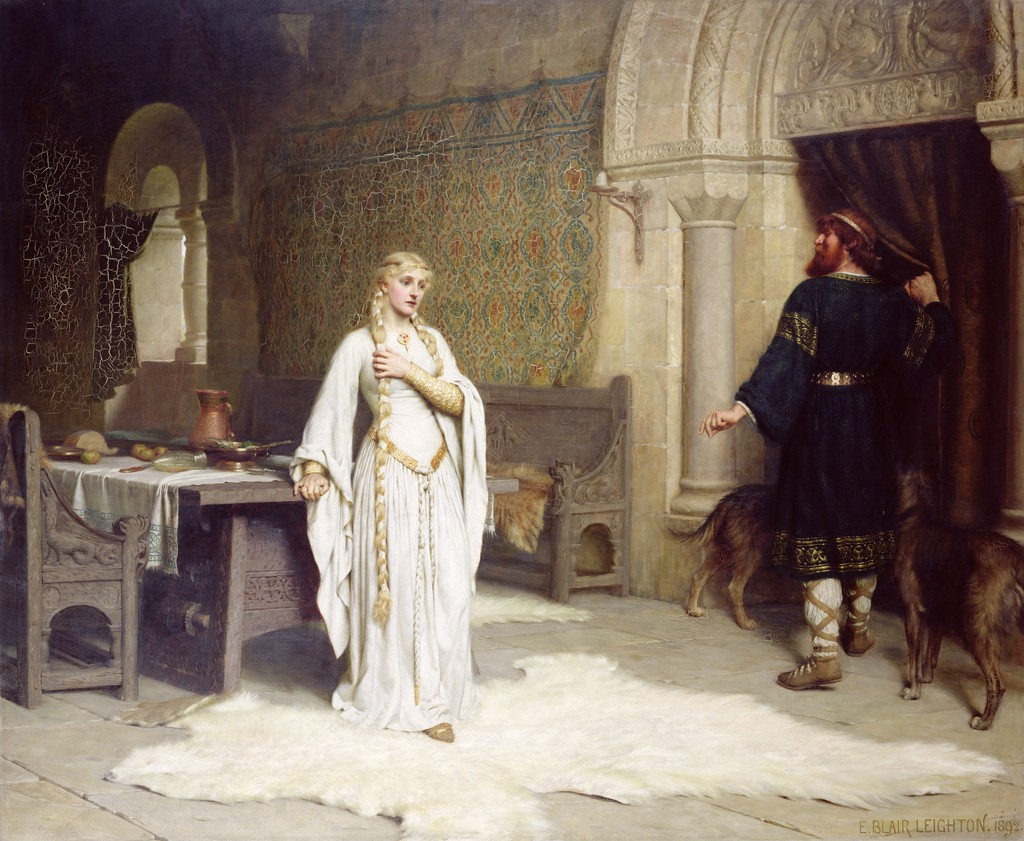
戈黛娃夫人，埃德蒙·布莱尔·雷顿画作
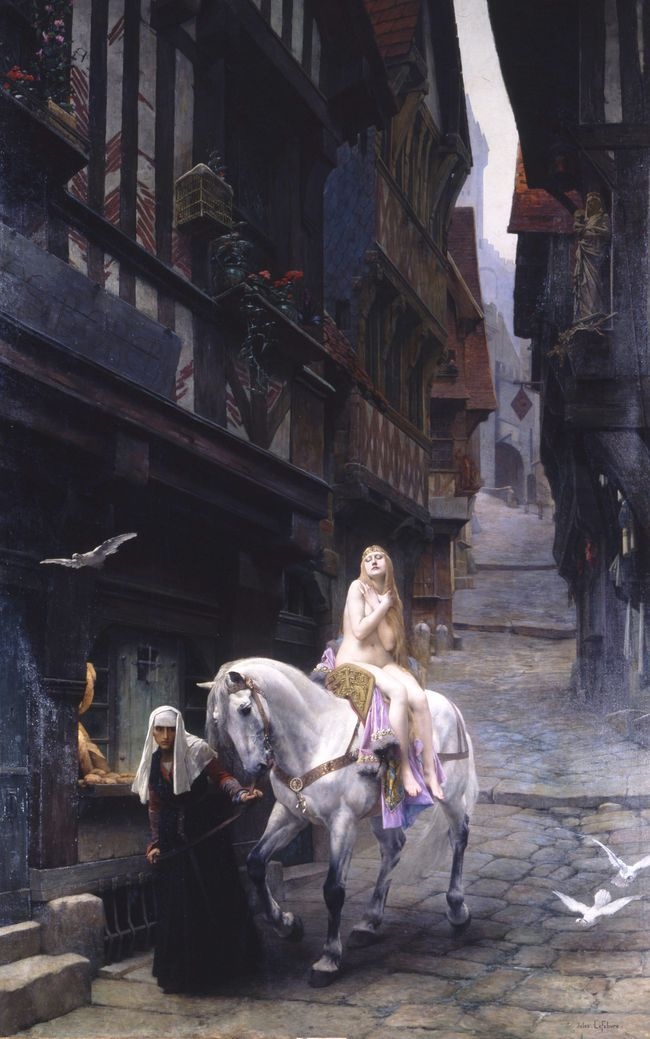
Jules Joseph Lefebvre画作
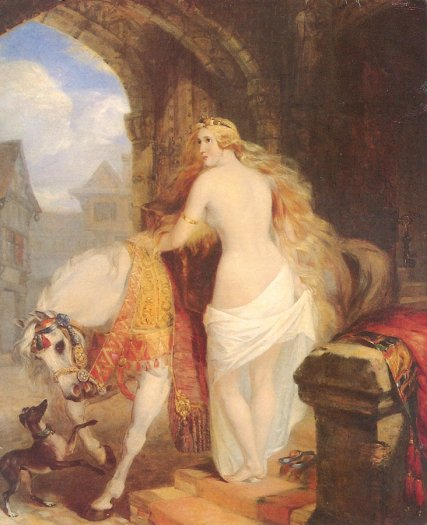
戈黛娃夫人(1850), Marshall Claxton画作，赫伯特博物馆
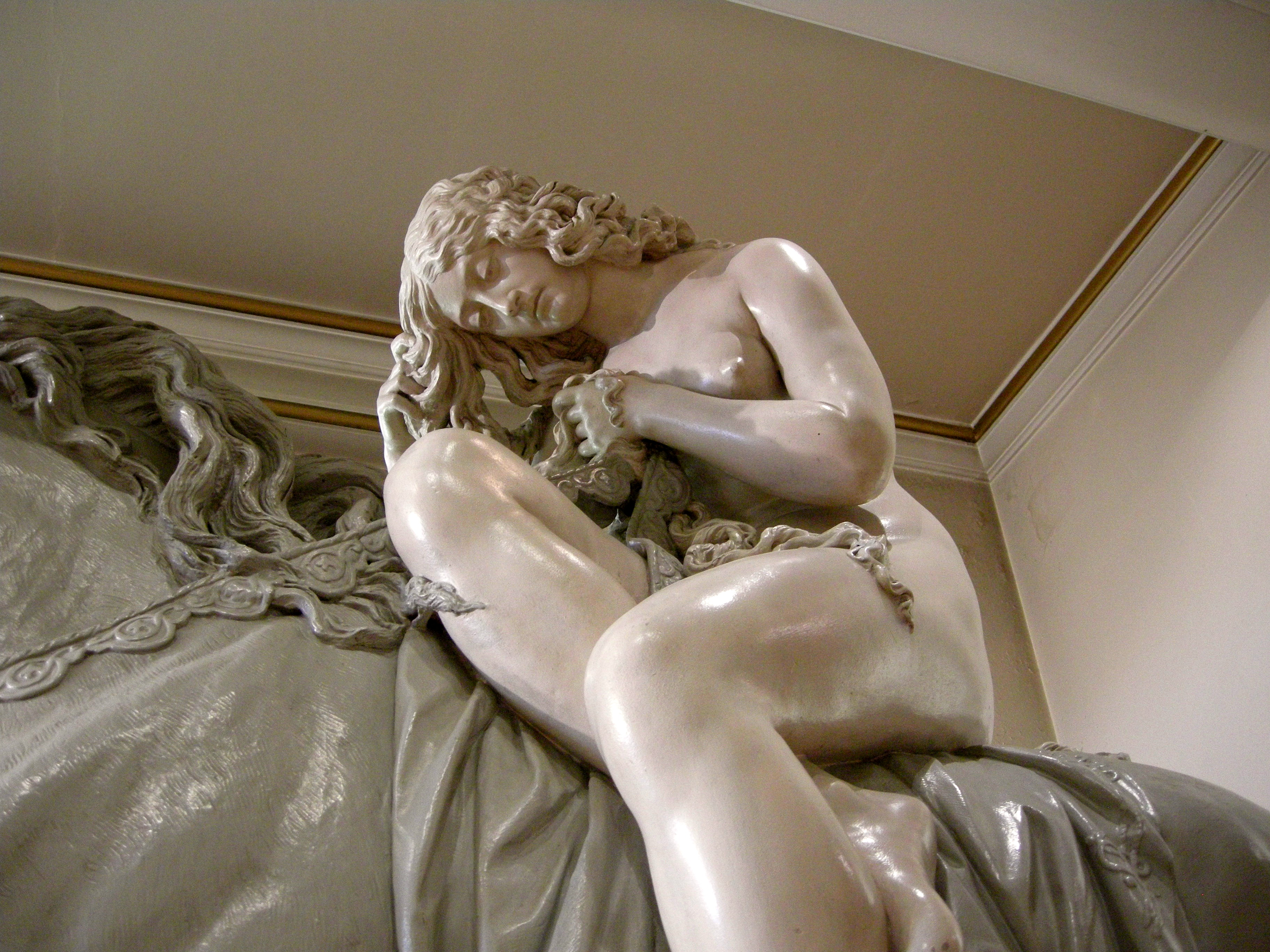
戈黛娃夫人，梅德斯通博物馆
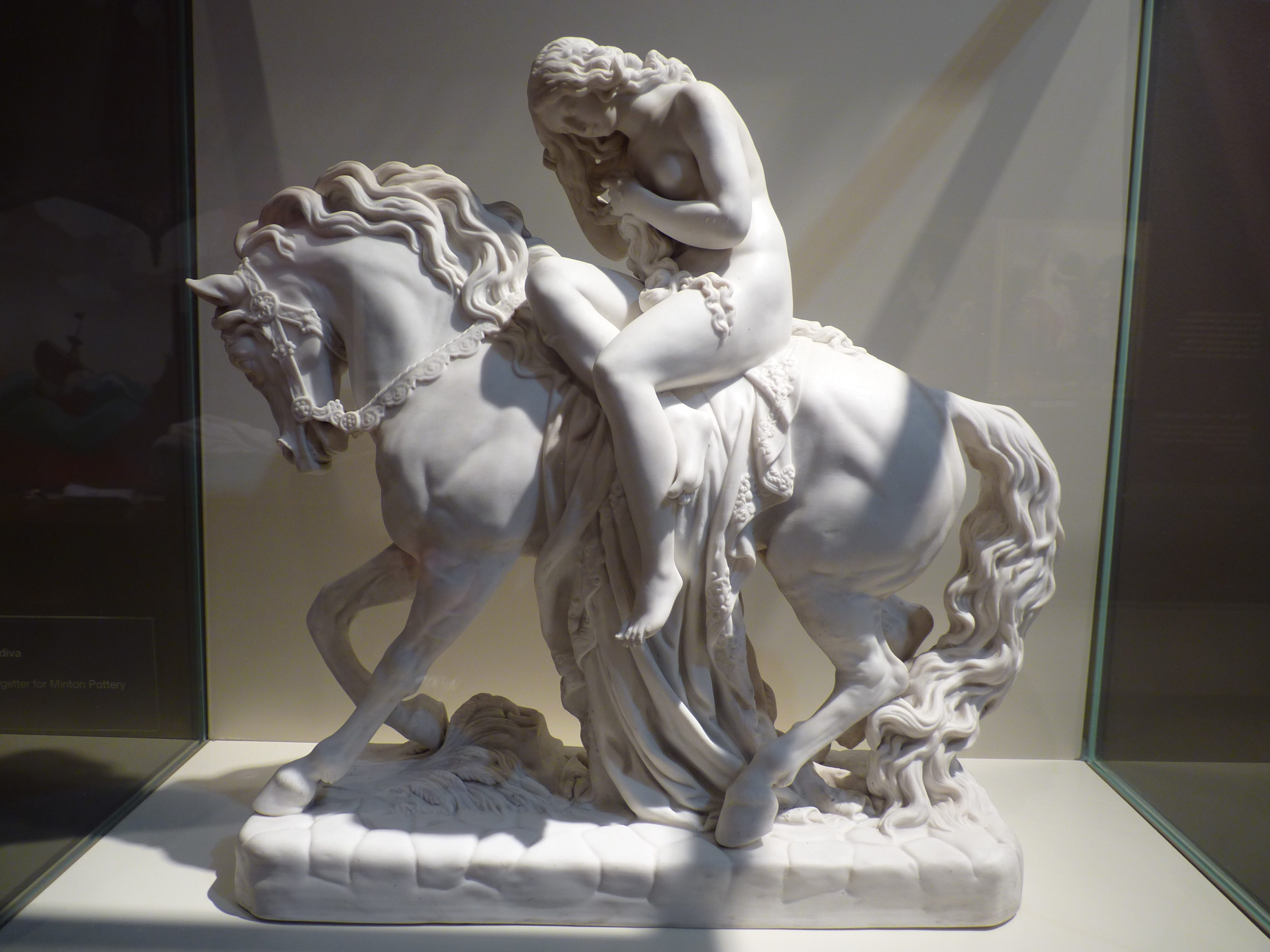
戈黛娃夫人，赫伯特博物馆
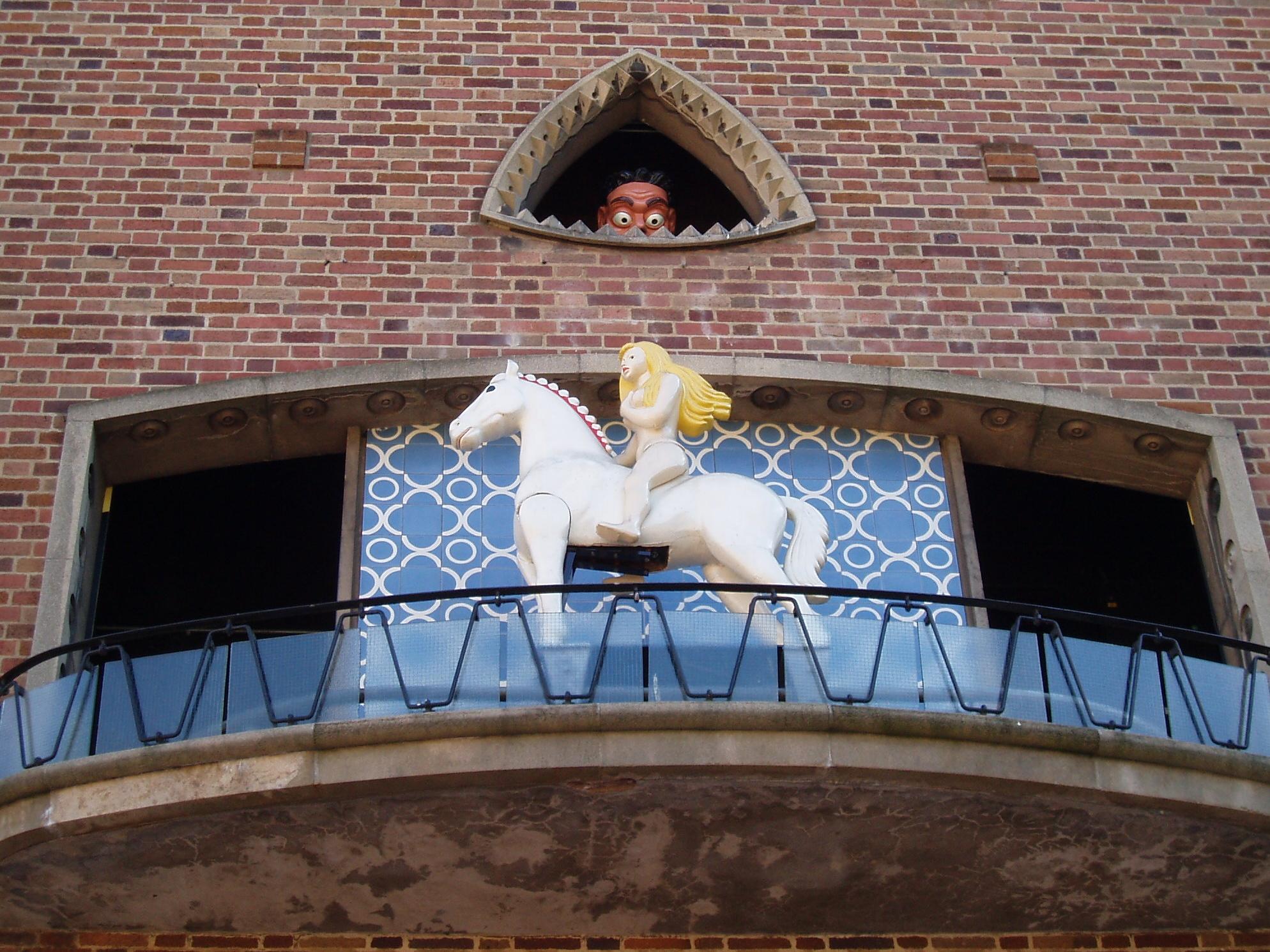
考文垂，戈黛娃时钟

## 外部連結
- Cecilia Parsons, "Countess Godiva", 1999: 傳記和傳說
- BBC News （页面存档备份，存于） – 出土的彩色玻璃上有戈黛娃夫人的畫像
- James Grout: Lady Godiva, part of the Encyclopædia Romana （页面存档备份，存于）
- The business arrangements of a Lady Godiva. 對她的存在的懷疑論.